# 55
55 foi um ano comum do século I que durou 365 dias. De acordo com o Calendário Juliano, o ano teve início e terminou a uma quarta-feira. a sua letra dominical foi E.
| Ano completo                        |
| ----------------------------------- |
| Ano comum com início à quarta-feira |